# 安明

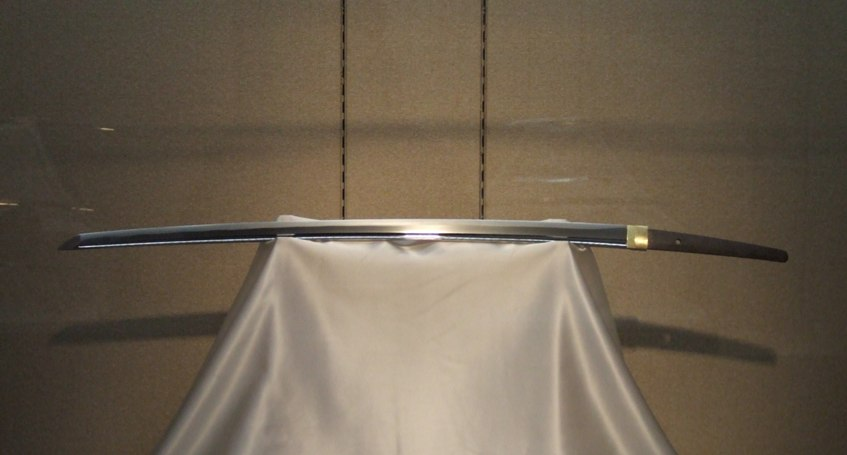
波平安明

安明（やすあき、波平 安明（なみのひら やすあき）、生没年不詳）は、江戸時代天明期・薩摩の刀工。本名：橋口伊兵衛、のち兵右衛門。平覚、平角とも称する。
堀の波平2代・安元の次男。堀の波平系60代。銘：「波平安明」「平覚波平安明」。坂ノ上波平系59代安周門人ともいう。
61代行安、行周と並び新々刀波平を代表する刀工。
作風は 板目肌の地鉄に杢目や柾目が交じり地沸良くつく。刃紋は中直刃または広直刃に浅い湾れ、小乱れ交じる。匂深く小沸厚くつき砂流し入る。帽子は小丸または大丸に返り、茎鑢目は檜垣、先栗尻。
鹿児島県歴史資料センター黎明館に同工の収蔵品がある。